# Manchester United F.C. mùa bóng 1964–65
Mùa giải 1964-65 là mùa giải lần thứ 63 của Manchester United ở The Football League và mùa giải thứ 20 liên tiếp của đội bóng ở Giải hạng nhất Anh. United kết thúc mùa giải với chức vô địch lần thứ sáu trong lịch sử của họ, với cầu thủ chạy cánh tuổi teen George Best trở thành trụ cột không thể thay thế trong đội hình của quỷ đỏ, ông ghi được 10 bàn thắng trong giải đấu và 14 bàn thắng trên mọi đấu trường. Một lần nữa, tiền đạo Denis Law đã ghi bàn hàng đầu cho Câu lạc bộ với 28 bàn thắng tại Giải hạng nhất Anh và 39 bàn thắng trên mọi đấu trường.

## Hạng nhất Anh
| Thời gian            | Đối thủ                 | H/A | Tỷ số Bt-Bb | Cầu thủ ghi bàn              | Số lượng khán giả |
| -------------------- | ----------------------- | --- | ----------- | ---------------------------- | ----------------- |
| 22 tháng 8 năm 1964  | West Bromwich Albion    | H   | 2 – 2       | Charlton, Law                | 52,007            |
| 24 tháng 8 năm 1964  | West Ham United         | A   | 1 – 3       | Law                          | 37,070            |
| 29 tháng 8 năm 1964  | Leicester City          | A   | 2 – 2       | Law, Sadler                  | 32,373            |
| 2 tháng 9 năm 1964   | West Ham United         | H   | 3 – 1       | Best, Connelly, Law          | 45,123            |
| 5 tháng 9 năm 1964   | Fulham                  | A   | 1 – 2       | Connelly                     | 36,291            |
| 8 tháng 9 năm 1964   | Everton                 | A   | 3 – 3       | Connelly, Herd, Law          | 63,024            |
| 12 tháng 9 năm 1964  | Nottingham Forest       | H   | 3 – 0       | Herd (2), Connelly           | 45,012            |
| 16 tháng 9 năm 1964  | Everton                 | H   | 2 – 1       | Best, Law                    | 49,968            |
| 19 tháng 9 năm 1964  | Stoke City              | A   | 2 – 1       | Connelly, Herd               | 40,031            |
| 26 tháng 9 năm 1964  | Tottenham Hotspur       | H   | 4 – 1       | Crerand (2), Law (2)         | 53,058            |
| 30 tháng 9 năm 1964  | Chelsea                 | A   | 2 – 0       | Best, Law                    | 60,769            |
| 3 tháng 10 năm 1964  | Burnley                 | A   | 0 – 0       |                              | 30,761            |
| 10 tháng 10 năm 1964 | Sunderland              | H   | 1 – 0       | Herd                         | 48,577            |
| 17 tháng 10 năm 1964 | Wolverhampton Wanderers | A   | 4 – 2       | Law (2), Herd, own goal      | 26,763            |
| 24 tháng 10 năm 1964 | Aston Villa             | H   | 7 – 0       | Law (4), Herd (2), Connelly  | 35,807            |
| 31 tháng 10 năm 1964 | Liverpool               | A   | 2 – 0       | Crerand, Herd                | 52,402            |
| 7 tháng 11 năm 1964  | Sheffield Wednesday     | H   | 1 – 0       | Herd                         | 50,178            |
| 14 tháng 11 năm 1964 | Blackpool               | A   | 2 – 1       | Connelly, Herd               | 31,129            |
| 21 tháng 11 năm 1964 | Blackburn Rovers        | H   | 3 – 0       | Best, Connelly, Herd         | 49,633            |
| 28 tháng 11 năm 1964 | Arsenal                 | A   | 3 – 2       | Law (2), Connelly            | 59,627            |
| 5 tháng 12 năm 1964  | Leeds United            | H   | 0 – 1       |                              | 53,374            |
| 12 tháng 12 năm 1964 | West Bromwich Albion    | A   | 1 – 1       | Law                          | 28,126            |
| 16 tháng 12 năm 1964 | Birmingham City         | H   | 1 – 1       | Charlton                     | 25,721            |
| 26 tháng 12 năm 1964 | Sheffield United        | A   | 1 – 0       | Best                         | 37,295            |
| 28 tháng 12 năm 1964 | Sheffield United        | H   | 1 – 1       | Herd                         | 42,219            |
| 16 tháng 1 năm 1965  | Nottingham Forest       | A   | 2 – 2       | Law (2)                      | 43,009            |
| 23 tháng 1 năm 1965  | Stoke City              | H   | 1 – 1       | Law                          | 50,392            |
| 6 tháng 2 năm 1965   | Tottenham Hotspur       | A   | 0 – 1       |                              | 58,639            |
| 13 tháng 2 năm 1965  | Burnley                 | H   | 3 – 2       | Best, Charlton, Herd         | 38,865            |
| 24 tháng 2 năm 1965  | Sunderland              | A   | 0 – 1       |                              | 51,336            |
| 27 tháng 2 năm 1965  | Wolverhampton Wanderers | H   | 3 – 0       | Charlton (2), Connelly       | 37,018            |
| 13 tháng 3 năm 1965  | Chelsea                 | H   | 4 – 0       | Herd (2), Best, Law          | 56,261            |
| 15 tháng 3 năm 1965  | Fulham                  | H   | 4 – 1       | Connelly (2), Herd (2)       | 45,402            |
| 20 tháng 3 năm 1965  | Sheffield Wednesday     | A   | 0 – 1       |                              | 33,549            |
| 22 tháng 3 năm 1965  | Blackpool               | H   | 2 – 0       | Law (2)                      | 42,318            |
| 3 tháng 4 năm 1965   | Blackburn Rovers        | A   | 5 – 0       | Charlton (3), Connelly, Herd | 29,363            |
| 12 tháng 4 năm 1965  | Leicester City          | H   | 1 – 0       | Herd                         | 34,114            |
| 17 tháng 4 năm 1965  | Leeds United            | A   | 1 – 0       | Connelly                     | 52,368            |
| 19 tháng 4 năm 1965  | Birmingham City         | A   | 4 – 2       | Best (2), Cantwell, Charlton | 28,907            |
| 24 tháng 4 năm 1965  | Liverpool               | H   | 3 – 0       | Law (2), Connelly            | 55,772            |
| 26 tháng 4 năm 1965  | Arsenal                 | H   | 3 – 1       | Law (2), Best                | 51,625            |
| 28 tháng 4 năm 1965  | Aston Villa             | A   | 1 – 2       | Charlton                     | 36,081            |

| # | Câu lạc bộ        | Tr | T  | H | B  | Bt | Bb | Hs  | Điểm |
| - | ----------------- | -- | -- | - | -- | -- | -- | --- | ---- |
| 1 | Manchester United | 42 | 26 | 9 | 7  | 89 | 39 | +50 | 61   |
| 2 | Leeds United      | 42 | 26 | 9 | 7  | 83 | 52 | +31 | 61   |
| 3 | Chelsea           | 42 | 24 | 8 | 10 | 89 | 54 | +35 | 56   |

## FA Cup
| Thời gian           | Vòng đấu        | Đối thủ                 | H/A | Tỷ số Bt-Bb | Cầu thủ ghi bàn              | Số lượng khán giả |
| ------------------- | --------------- | ----------------------- | --- | ----------- | ---------------------------- | ----------------- |
| 9 tháng 1 năm 1965  | Vòng 3          | Chester City            | H   | 2 – 1       | Best, Kinsey                 | 40,000            |
| 30 tháng 1 năm 1965 | Vòng 4          | Stoke City              | A   | 0 – 0       |                              | 53,009            |
| 3 tháng 2 năm 1965  | Vòng 4 Đấu lại  | Stoke City              | H   | 1 – 0       | Herd                         | 50,814            |
| 20 tháng 2 năm 1965 | Vòng 5          | Burnley                 | H   | 2 – 1       | Crerand, Law                 | 54,000            |
| 10 tháng 3 năm 1965 | Vòng 6          | Wolverhampton Wanderers | A   | 5 – 3       | Law (2), Best, Crerand, Herd | 53,581            |
| 27 tháng 3 năm 1965 | Bán kết         | Leeds United            | N   | 0 – 0       |                              | 65,000            |
| 31 tháng 3 năm 1965 | Bán kết Đấu lại | Leeds United            | N   | 0 – 1       |                              | 46,300            |

## Inter-Cities Fairs Cup
| Thời gian            | Vòng đấu                    | Đối thủ           | H/A | Tỷ số Bt-Bb | Cầu thủ ghi bàn                   | Số lượng khán giả |
| -------------------- | --------------------------- | ----------------- | --- | ----------- | --------------------------------- | ----------------- |
| 23 tháng 9 năm 1964  | Vòng đầu tiên Trận đầu tiên | Djurgården        | A   | 1 – 1       | Herd                              | 6,537             |
| 27 tháng 10 năm 1964 | Vòng đầu tiên Trận thứ hai  | Djurgården        | H   | 6 – 1       | Law (3), Charlton (2), Best       | 38,437            |
| 11 tháng 11 năm 1964 | Vòng 2 Trận đầu tiên        | Borussia Dortmund | A   | 6 – 1       | Charlton (3), Best, Herd, Law     | 25,000            |
| 2 tháng 12 năm 1964  | Vòng 2 Trận thứ hai         | Borussia Dortmund | H   | 4 – 0       | Charlton (2), Connelly, Law       | 31,896            |
| 20 tháng 1 năm 1965  | Vòng 3 Trận đầu tiên        | Everton           | H   | 1 – 1       | Connelly                          | 50,000            |
| 9 tháng 2 năm 1965   | Vòng 3 Trận thứ hai         | Everton           | A   | 2 – 1       | Connelly, Herd                    | 54,397            |
| 12 tháng 5 năm 1965  | Tứ kết Trận đầu tiên        | Strasbourg        | A   | 5 – 0       | Law (2), Charlton, Connelly, Herd | 30,000            |
| 19 tháng 5 năm 1965  | Tứ kết Trận thứ hai         | Strasbourg        | H   | 0 – 0       |                                   | 34,188            |
| 31 tháng 5 năm 1965  | Bán kết Trận đầu tiên       | Ferencváros       | H   | 3 – 2       | Herd (2), Law                     | 39,902            |
| 6 tháng 6 năm 1965   | Bán kết Trận thứ hai        | Ferencváros       | A   | 0 – 1       |                                   | 50,000            |
| 16 tháng 6 năm 1965  | Bán kết Trận Play-off       | Ferencváros       | A   | 1 – 2       | Connelly                          | 60,000            |

## Thống kê mùa giải
| Vị trí | Tên cầu thủ      | League  | League       | FA Cup  | FA Cup       | Inter-Cities Fairs Cup | Inter-Cities Fairs Cup | Tổng cộng | Tổng cộng    |
| Vị trí | Tên cầu thủ      | Số trận | Số bàn thắng | Số trận | Số bàn thắng | Số trận                | Số bàn thắng           | Số trận   | Số bàn thắng |
| ------ | ---------------- | ------- | ------------ | ------- | ------------ | ---------------------- | ---------------------- | --------- | ------------ |
| GK     | Pat Dunne        | 37      | 0            | 7       | 0            | 11                     | 0                      | 55        | 0            |
| GK     | David Gaskell    | 5       | 0            | 0       | 0            | 0                      | 0                      | 5         | 0            |
| FB     | Shay Brennan     | 42      | 0            | 7       | 0            | 11                     | 0                      | 60        | 0            |
| FB     | Noel Cantwell    | 2       | 1            | 0       | 0            | 0                      | 0                      | 2         | 1            |
| FB     | Tony Dunne       | 42      | 0            | 7       | 0            | 11                     | 0                      | 60        | 0            |
| HB     | Pat Crerand      | 39      | 3            | 7       | 2            | 11                     | 0                      | 57        | 5            |
| HB     | John Fitzpatrick | 2       | 0            | 0       | 0            | 0                      | 0                      | 2         | 0            |
| HB     | Bill Foulkes     | 42      | 0            | 7       | 0            | 11                     | 0                      | 60        | 0            |
| HB     | Maurice Setters  | 5       | 0            | 0       | 0            | 1                      | 0                      | 6         | 0            |
| HB     | Nobby Stiles     | 41      | 0            | 7       | 0            | 11                     | 0                      | 59        | 0            |
| FW     | John Aston, Jr.  | 1       | 0            | 0       | 0            | 0                      | 0                      | 1         | 0            |
| FW     | George Best      | 41      | 10           | 7       | 2            | 11                     | 2                      | 59        | 14           |
| FW     | Bobby Charlton   | 41      | 10           | 7       | 0            | 11                     | 8                      | 59        | 18           |
| FW     | John Connelly    | 42      | 15           | 7       | 0            | 11                     | 5                      | 60        | 20           |
| FW     | David Herd       | 37      | 20           | 7       | 2            | 11                     | 6                      | 55        | 28           |
| FW     | Albert Kinsey    | 0       | 0            | 1       | 1            | 0                      | 0                      | 1         | 1            |
| FW     | Denis Law        | 36      | 28           | 6       | 3            | 10                     | 8                      | 52        | 39           |
| FW     | Ian Moir         | 1       | 0            | 0       | 0            | 0                      | 0                      | 1         | 0            |
| FW     | David Sadler     | 6       | 1            | 0       | 0            | 0                      | 0                      | 6         | 1            |
| –      | Bàn thắng riêng  | –       | 1            | –       | 0            | –                      | 0                      | –         | 1            |